# Coppa Italia 2003/2004
Pohárový ročník Coppa Italia 2003/04 byl 57 ročník italského poháru ve fotbalu. Soutěž začala 17. srpna 2003 a skončila 12. května 2004. Zúčastnilo se jí celkem 48 klubů.
Obhájce z minulého ročníku byl klub AC Milán.

## Vítěz
| Coppa Italia 2003/04 SS Lazio (4. titul) |